# Yattarōze!
Singles de Ongaku Gatas
Narihajimeta Koi no Bell
(2007) Come Together
(2008)
Yattarōze! (やったろうぜ!, ou Yattarouze!) est le deuxième single du groupe féminin de J-pop Ongaku Gatas, composé de chanteuses du Hello! Project membres de l'équipe de futsal Gatas Brilhantes H.P.
Il sort le 5 décembre 2007 au Japon sur le label zetima, trois mois seulement après le premier single du groupe, Narihajimeta Koi no Bell. Il est écrit et produit par Tsunku. Il atteint la 21e place du classement Oricon, et reste classé pendant trois semaines. Il sort aussi dans une édition limitée avec une pochette différente et un DVD en supplément, et au format "Single V" (DVD) avec le clip vidéo deux semaines plus tard. La chanson-titre figurera sur l'album du groupe qui sortira deux mois plus tard : 1st Goodsal. C'est le deuxième single enregistré par Erina Mano, qui quittera le groupe trois mois plus tard pour commencer une carrière en solo ; c'est le dernier single du groupe avec elle et avec Mika Mutō qui le quittera un mois après Mano.

## Membres
- Hitomi Yoshizawa (ex-Morning Musume)
- Rika Ishikawa (ex-Morning Musume, V-u-den)
- Asami Konno (ex-Morning Musume)
- Mai Satoda (ex-Country Musume)
- Miki Korenaga (Hello Pro Egg)
- Arisa Noto (Hello Pro Egg)
- Minami Sengoku (Hello Pro Egg)
- Erina Mano (Hello Pro Egg)
- Yuri Sawada (Hello Pro Egg)
- Mika Mutō (Hello Pro Egg)

## Liste des titres
CD
1. Yattarōze! (やったろうぜ!?)
2. Sakaero Habatake Gatas Brilhantes H.P. (栄えろ羽ばたけ ガッタス ブリリャンチス H.P.?)
3. Yattarōze! (Instrumental) (やったろうぜ!...?)

DVD de l'édition limitée
1. Yattarōze! (Close-up Ver.) (やったろうぜ!...?)

Single V (DVD)
1. Yattarōze! (やったろうぜ!?)
2. Yattarōze! (Dance Shot Ver.) (やったろうぜ!...?)
3. Making Eizo (メイキング映像?)